# Kreis Hameln
| Basisdaten                                      | Basisdaten           |
| ----------------------------------------------- | -------------------- |
| Preußische Provinz                              | Hannover             |
| Regierungsbezirk                                | Hannover             |
| Verwaltungssitz                                 | Hameln               |
| Fläche                                          | 575 km² (1910)       |
| Einwohner                                       | 62.659 (1910)        |
| Bevölkerungsdichte                              | 109 Einw./km² (1910) |
| Gemeinden                                       | 94 (1910)            |
| Lage des Kreises Hameln in der Provinz Hannover |                      |
|                                                 |                      |

Der Kreis Hameln war von 1885 bis 1922 ein Landkreis in der preußischen Provinz Hannover. Der Kreissitz war in Hameln.

## Geschichte
Der Kreis Hameln wurde am 1. April 1885 aus der Stadt und dem Amt Hameln, dem Amt Polle und Teilen des Amtes Lauenstein gebildet. 1922 wurde der Kreis Hameln mit dem benachbarten Kreis Pyrmont zum Landkreis Hameln-Pyrmont zusammengeschlossen.

## Landräte
- 1885–1888: Carl von Delius
- 1888–1899: Rudolf von Valentini
- 1899–1910: Karl Oskar Pilati von Tassul zu Daxberg
- 1910–1919: Konrad Wilhelm Schäfer
- 1919–1922: Ernst Theodor Loeb[1] (1881–1964)[2]

## Einwohnerentwicklung
| Einwohner    | 1890   | 1900   | 1910   |
| ------------ | ------ | ------ | ------ |
| Kreis Hameln | 52.031 | 58.927 | 62.659 |

## Gemeinden und Gutsbezirke
Gemeinden und Gutsbezirke des Kreises Hameln (Stand 1. Dezember 1910):
| Gemeinde                                    | Einw. | Gemeinde                                     | Einw. | Gemeinde                     | Einw. | Gemeinde                       | Einw. | Gemeinde              | Einw.  |
| ------------------------------------------- | ----- | -------------------------------------------- | ----- | ---------------------------- | ----- | ------------------------------ | ----- | --------------------- | ------ |
| Afferde                                     | 1.129 | Ahrenfeld                                    | 174   | Amelgatzen                   | 397   | Aerzen                         | 1.715 | Bäntorf               | 140    |
| Behrensen                                   | 281   | Benstorf                                     | 642   | Bessinghausen                | 101   | Bodenwerder                    | 1.728 | Börry                 | 646    |
| Brevörde                                    | 466   | Brockensen                                   | 195   | Brünnighausen                | 548   | Dehmke                         | 258   | Dehmkerbrock          | 383    |
| Dehrenberg                                  | 110   | Deitlevsen                                   | 34    | Diedersen                    | 321   | Dörpe                          | 446   | Egge                  | 349    |
| Eggersen, Gutsbezirk                        | 84    | Eichberg, Gutsbezirk                         | 0     | Emmern                       | 696   | Esperde                        | 441   | Frenke                | 142    |
| Gellersen                                   | 267   | Grießem                                      | 337   | Grohnde                      | 792   | Groß Berkel                    | 1.479 | Groß Hilligsfeld      | 446    |
| Grupenhagen                                 | 452   | Hagenohsen                                   | 447   | Hajen                        | 565   | Halvestorf                     | 441   | Hameln                | 22.061 |
| Hämelschenburg                              | 233   | Hämelschenburg, Gutsbezirk                   | 48    | Hastenbeck                   | 420   | Haverbeck                      | 350   | Heinsen               | 983    |
| Helpensen, Gutsbezirk                       | 45    | Hemeringen                                   | 833   | Hemmendorf                   | 789   | Herkendorf                     | 241   | Herkensen             | 281    |
| Hohnsen                                     | 256   | Holtensen                                    | 376   | Ith, Forstgutsbezirk         | 0     | Kirchohsen                     | 1.145 | Klein Berkel          | 874    |
| Klein Hilligsfeld                           | 180   | Königsförde                                  | 127   | Koppenbrügge                 | 1.281 | Laatzen                        | 104   | Lachem                | 340    |
| Lachemer Genossenschaftsforst I, Gutsbezirk | 0     | Lachemer Genossenschaftsforst II, Gutsbezirk | 0     | Latferde                     | 247   | Lauenstein                     | 1.036 | Levedagsen            | 180    |
| Lüntorf                                     | 460   | Marienau                                     | 534   | Meiborssen                   | 284   | Multhöpen                      | 165   | Ockensen              | 270    |
| Ohr                                         | 327   | Öhrsen, Gutsbezirk                           | 21    | Oldendorf                    | 998   | Osterwald                      | 946   | Osterwald, Gutsbezirk | 14     |
| Pegestorf                                   | 609   | Polle                                        | 967   | Posteholz, Gutsbezirk        | 10    | Quanthof                       | 72    | Reher                 | 677    |
| Reinerbeckerhorst                           | 490   | Rohrsen                                      | 649   | Salzhemmendorf               | 1.326 | Schwarzebruch, Forstgutsbezirk | 0     | Schwöbber, Gutsbezirk | 109    |
| Selxen                                      | 208   | Thüste                                       | 459   | Thüsterberg, Forstgutsbezirk | 0     | Tündern                        | 938   | Unsen                 | 271    |
| Vahlbruch                                   | 494   | Voldagsen, Gutsbezirk                        | 83    | Völkerhausen                 | 61    | Voremberg                      | 178   | Wallensen             | 925    |
| Weenzen                                     | 420   | Wehrbergen                                   | 260   | Welliehausen                 | 201   | Welsede                        | 151   |                       |        |